# مجلس البلطيق
مجلس البلطيق (بالإنجليزية: Baltic Assembly)‏ هي منظمة إقليمية تهدف إلى تعزيز التعاون الحكومي الدولي بين دول البلطيق إستونيا ولاتفيا وليتوانيا، وإيجاد موقف مشترك فيما يتعلق بالعديد من القضايا الدولية، بما في ذلك القضايا الاقتصادية والسياسية والثقافية. قرارات المجلس استشارية.
يتم تمويل ميزانية المجلس من قبل حكومات الدول الثلاث الأعضاء. اللغات الرسمية للمجلس هي الإستونية واللاتفية والليتوانية. يقع مقر وأمانة المنظمة في ريغا، لاتفيا.

## تاريخ

### خلفية
إستونيا ولاتفيا وليتوانيا كانت دولًا مستقلة منذ عام 1918 بعد سقوط الإمبراطورية الروسية. أثناء اندلاع الحرب العالمية الثانية، وبموجب اتفاق ريبنتروب-مولوتوف، تم ضم الدول الثلاث من قبل الاتحاد السوفيتي في عام 1940 واستمر ذلك لمدة خمسين عاما.
في عهد ميخائيل غورباتشوف، آخر زعيم سوفييتي، أدت سياسات غلاسنوست وبريسترويكا إلى استعادة الاستقلال بين عامي 1990 و1991، مما أدى إلى استقلال الدول الثلاث. اعترف الاتحاد السوفياتي نفسه باستقلال دول البلطيق في 6 سبتمبر 1991 قبل انهيار الاتحاد في وقت لاحق من ذلك العام.

### انعقاد
تم تشكيل المجلس بعد صدور قرار بتأسيسه في فيلنيوس في 1 ديسمبر 1990. وهو يعمل وفقًا للوائح المعتمدة في 8 نوفمبر 1991 في تالين. في 13 يونيو 1994 وافقت الدول الثلاث على هيكل وقواعد المجلس.

### الإنجازات
يعتبر مجلس البلطيق ما يلي منجزاته خلال الفترة بين عامي 1991 و2003:
- انسحاب القوات الروسية من الدول الأعضاء،
- تشكيل مجلس وزراء بحر البلطيق كمؤسسة للتعاون الحكومي،
- تطوير السياسات الاقتصادية والتعليمية وسياسات تكنولوجيا المعلومات في البلطيق.
- مواءمة التشريعات بما يتوافق مع متطلبات الاتحاد الأوروبي،
- تحسين إجراءات عبور الحدود،
- إنشاء جوائز جمعية البلطيق للأدب والفنون والعلوم.

### التعاون مع المناطق الجيوسياسية الأخرى
في عام 2017، سعى مجلس البلطيق والبنلوكس وثلاثة من أعضاء مجلس الشمال (السويد والدنمارك وفنلندا وجميع الدول الأعضاء في الاتحاد الأوروبي)، إلى تكثيف التعاون في السوق الرقمية الموحدة، فضلاً عن مناقشة المشاكل الاجتماعية والاقتصادية للاتحاد الاقتصادي والنقدي للاتحاد الأوروبي، وأزمة المهاجرين الأوروبية والتعاون في مجال الدفاع. وكانت العلاقات مع روسيا وتركيا والمملكة المتحدة على جدول الأعمال.

## الأعضاء
أعضاء المجلس:
| الدولة   | الشعار | العلم    | العضوية     | البرلمان | حالة العضوية   | ممثلة منذ | الأعضاء | العلاقة مع الاتحاد الأوروبي | العلاقة مع حلف الناتو |
| -------- | ------ | -------- | ----------- | -------- | -------------- | --------- | ------- | --------------------------- | --------------------- |
| إستونيا  |        | إستونيا  | عضوية كاملة | ريجيكوغو | دولة ذات سيادة | 1991      |         | عضو                         | عضو                   |
| لاتفيا   |        | لاتفيا   | عضوية كاملة | السايما  | دولة ذات سيادة | 1991      |         | عضو                         | عضو                   |
| ليتوانيا |        | ليتوانيا | عضوية كاملة | السيماس  | دولة ذات سيادة | 1991      |         | عضو                         | عضو                   |

## الهيكلة
يتألف مجلس البلطيق من ستين عضوا. يعين كل من برلمانات الدول الثلاث عشرين من أعضائه لعضوية المجلس. يعين كل من البرلمانات الوطنية اثنين من الأعضاء لمنصب رئيس ونائب رئيس الوفد الوطني. يمثل رؤساء الوفود الثلاثة ونوابهم هيئة رئاسة المجلس. رئيس هيئة الرئاسة هو رئيس الوفد الوطني للبلد الذي سيستضيف الدورة التالية لمجلس البلطيق، فيما يتولى رؤساء الوفدين الوطنيين الآخرين منصب نواب رئيس هيئة الرئاسة. تسير هيئة الرئاسة المجلس لمدة سنة. يعمل الرئيس كمنسق لعمل المجلس، ويمثله لدى الهيئات الأخرى وحكومات الأعضاء الثلاثة.

## اللجان
فيما يلي اللجان الدائمة :
- لجنة الميزانية والتدقيق.
- لجنة الاتصالات وتكنولوجيا المعلومات.
- لجنة الشؤون الاقتصادية والاجتماعية.
- لجنة التعليم والعلوم والثقافة
- لجنة حماية البيئة والطاقة.
- اللجنة القانونية.
- لجنة الأمن والشؤون الخارجية.

يشارك كل عضو بمجلس البلطيق في لجنة واحدة على الأقل.

## الدورات
هناك دورات عادية وأخرى استثنائية. تعقد الدورة العادية مرة واحدة في السنة، كمنتدى ختامي لفترة رئاسة دولة ما للمجلس. والذي يتم وفقًا لمبدأ التناوب السنوي بين الدول الثلاث. قبل عام 2003، كانت تُعقد دورتان في السنة : واحدة في الربيع ووأخرى في الخريف، حيث كانت فترة الرئاسة تدوم نصف سنة فقط.
يجوز لأي وفد من وفود إحدى الدول الأعضاء أن يقترح عقد دورة استثنائية. انعقدت الدورة الاستثنائية الأولى لمجلس البلطيق في الفترة من 8 إلى 9 فبراير 1998 في هلسنكي، فنلندا، عقب الاجتماع المشترك الثاني لمجلس الشمال ومجلس البلطيق. عقدت الدورة الاستثنائية الثانية لمجلس دول بحر البلطيق يومي 27 و29 أبريل 2005 في بارنو، إستونيا، عقب الاجتماع المشترك الخامس لجمعية البلطيق و مجلس الشمال.